# Folkestone
Folkestone (IPA: [ˈfəʊkˌstən of fohk-stun]) is een aan zee gelegen stad en civil parish in het bestuurlijke gebied Folkestone & Hythe, in het Engelse graafschap Kent. De plaats telt 46.698 inwoners. De beschermheilige van Folkestone is Eanswith, een prinses van het koninkrijk Kent.
Het is de centrale stad van "the Folkestone & Hythe Urban Area".
Folkestone is het begin- en eindpunt aan Engelse zijde van de Kanaaltunnel. Deze spoortunnel verbindt het Verenigd Koninkrijk met de Franse plaats Calais, en daarmee met het vasteland van Europa.

## Geboren in Folkestone

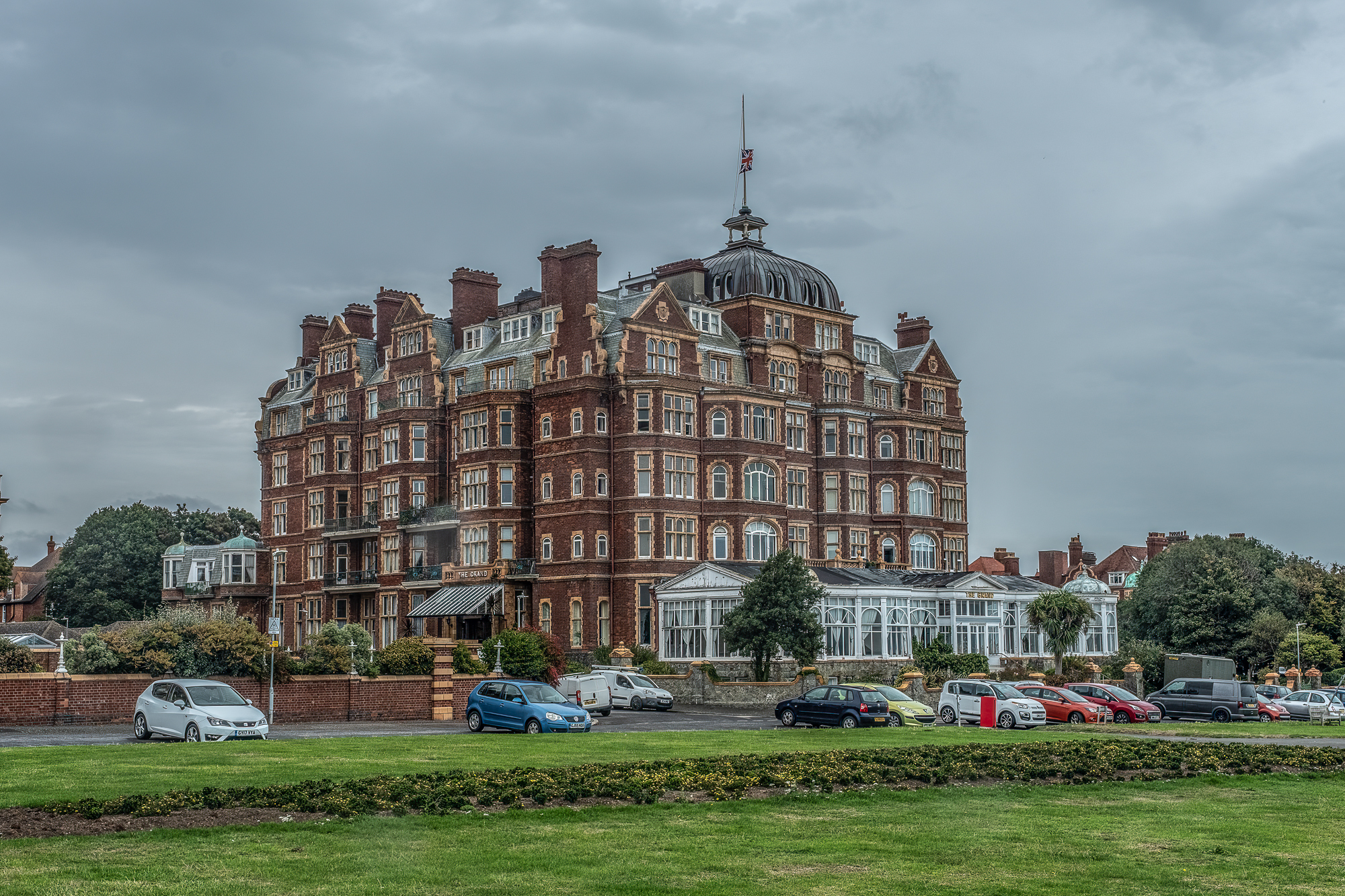
Bewoners van The Grand in Folkestone kochten vorig jaar het imposante Edwardiaanse voormalige hotel op een veiling voor slechts £ 448.000 - maar nu wordt hun bedrijf geconfronteerd met een "worst case scenario" reparatierekening van maximaal £ 4 miljoen.

- Bewoners van The Grand in Folkestone kochten vorig jaar het imposante Edwardiaanse voormalige hotel op een veiling voor slechts £ 448.000 - maar nu wordt hun bedrijf geconfronteerd met een "worst case scenario" reparatierekening van maximaal £ 4 miljoen.TTheWilliam Harvey (1578-1657), bioloog
- Jules Desclée de Maredsous (1914-2011), Belgisch bankier
- Richard Ashworth (1947), politicus

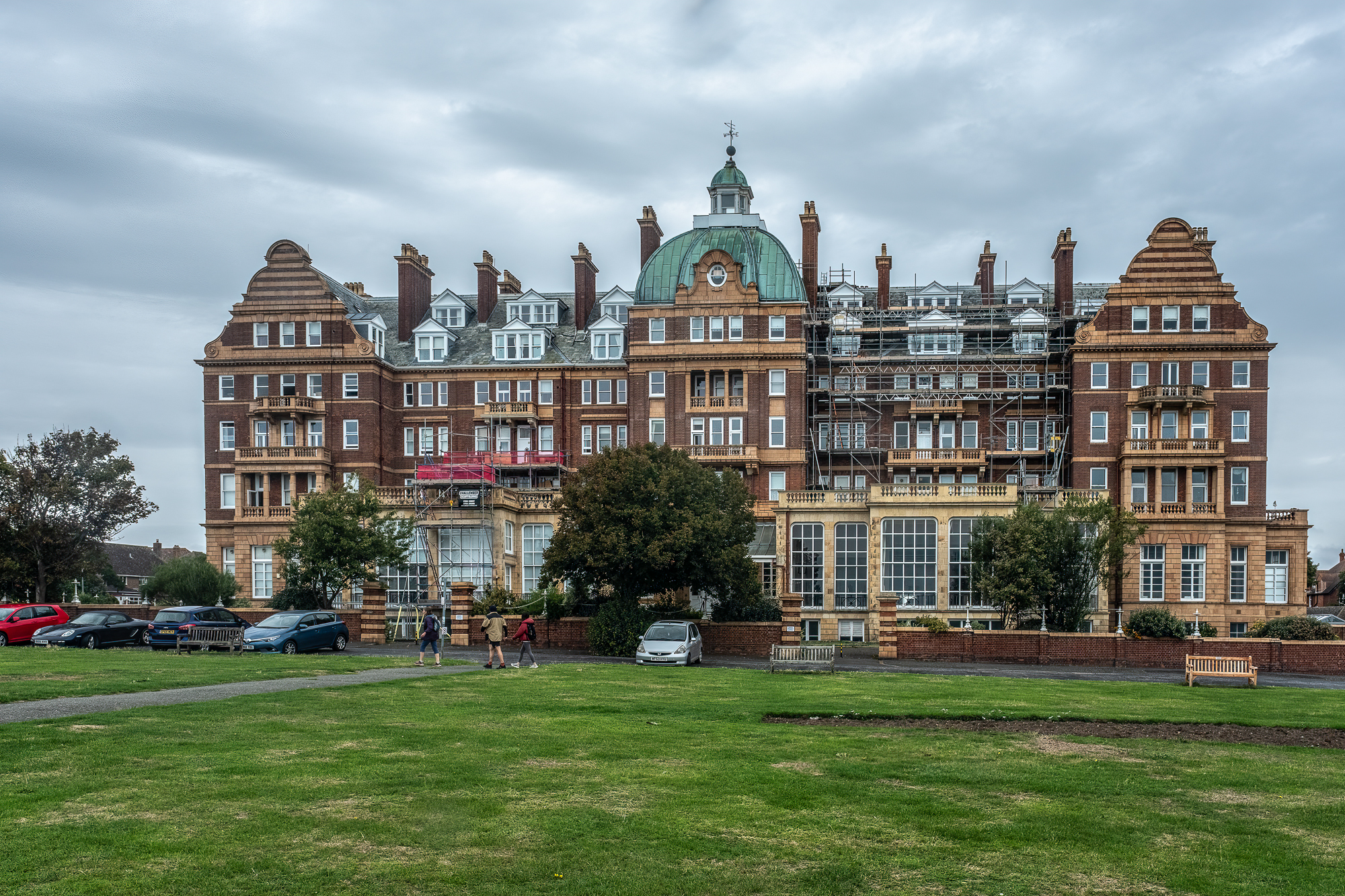
Het Hotel Metropole, geopend in 1896, heeft een mooie ligging aan de Lees, en staat op zijn eigen terrein van 2½ acres, meer dan 300 voet boven de zeespiegel; het omvat verfijnde eetzalen en bal-, banket- en biljartzalen, naast suites van privé-appartementen &c. en is beschikbaar voor 350 bezoekers. Tegenwoordig wordt het gebouw gebruikt voor bewoning, privé appartementen.

- Het Hotel Metropole, geopend in 1896, heeft een mooie ligging aan de Lees, en staat op zijn eigen terrein van 2½ acres, meer dan 300 voet boven de zeespiegel; het omvat verfijnde eetzalen en bal-, banket- en biljartzalen, naast suites van privé-appartementen &c. en is beschikbaar voor 350 bezoekers. Tegenwoordig  wordt het gebouw gebruikt voor bewoning, privé appartementen.Noel Redding (1945-2003) basgitarist Jimi Hendrix Experience

## Afbeeldingen

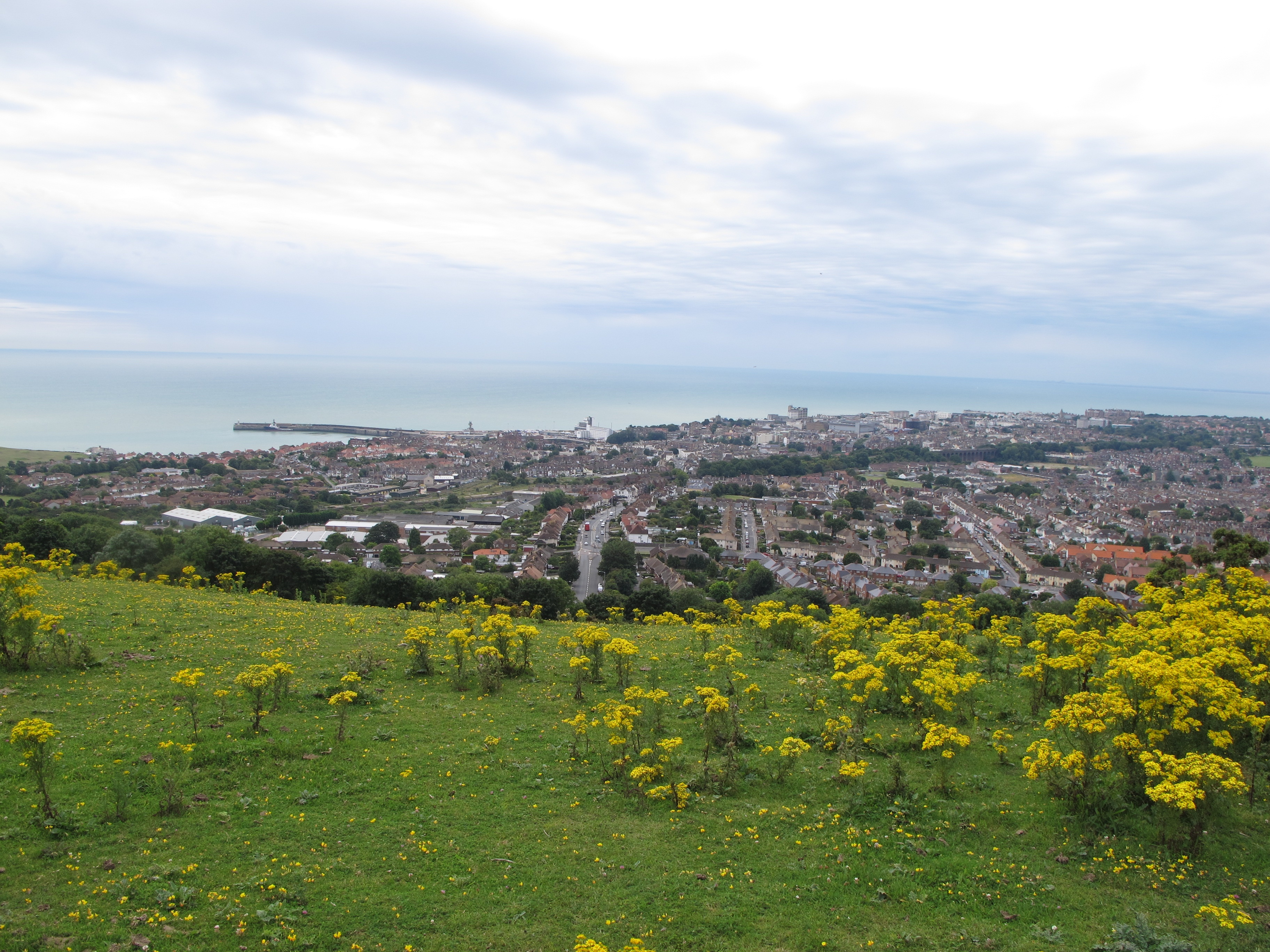
Gezicht op Folkestone
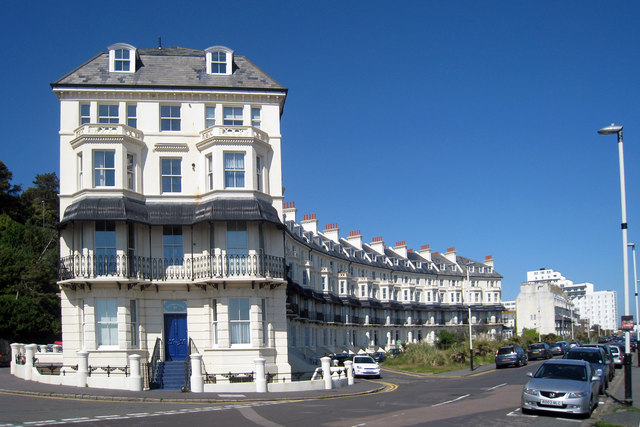
Marine Crescent
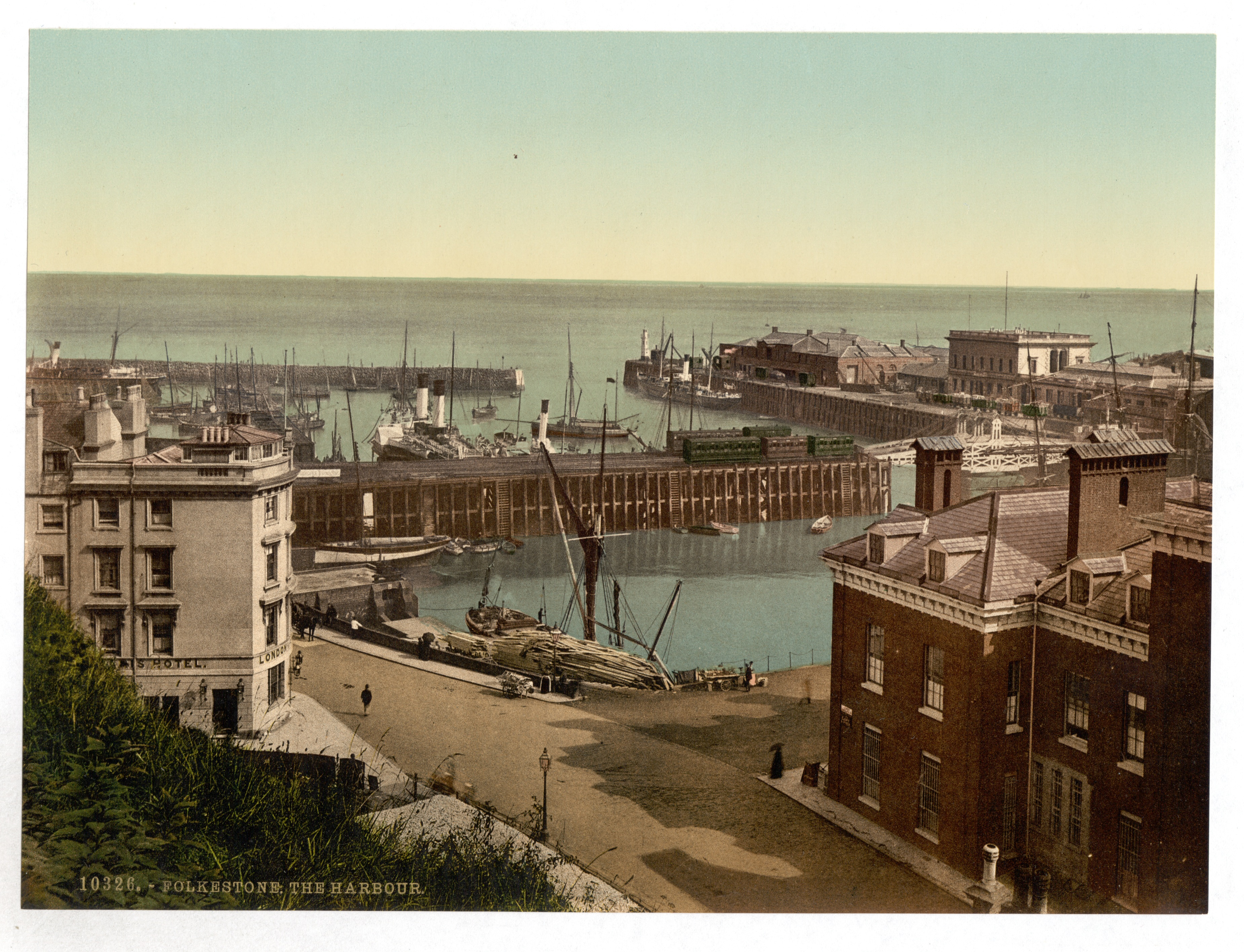
Haven (1890-1900)